# Togo az 1988. évi nyári olimpiai játékokon
Togo a dél-koreai Szöulban megrendezett 1988. évi nyári olimpiai játékok egyik részt vevő nemzete volt. Az országot az olimpián 2 sportágban 6 sportoló képviselte, akik érmet nem szereztek.

## Atlétika
Férfi
| Versenyző    | Versenyszám | Előfutam | Előfutam | Előfutam | Negyeddöntő | Negyeddöntő | Negyeddöntő | Elődöntő | Elődöntő | Elődöntő | Döntő   | Döntő    |
| Versenyző    | Versenyszám | Idő      | Hely.    | Össz.    | Idő         | Hely.       | Össz.       | Idő      | Hely.    | Össz.    | Idő     | Helyezés |
| ------------ | ----------- | -------- | -------- | -------- | ----------- | ----------- | ----------- | -------- | -------- | -------- | ------- | -------- |
| Boevi Lawson | 100 m       | 10,59    | 5.       | 45.      | kiesett     | kiesett     | kiesett     | kiesett  | kiesett  | kiesett  | kiesett | kiesett  |
| Akossi Gnalo | 400 m       | 51,46    | 6.       | 72.      | kiesett     | kiesett     | kiesett     | kiesett  | kiesett  | kiesett  | kiesett | kiesett  |

| Versenyző     | Versenyszám | Selejtező | Selejtező | Döntő    | Döntő    |
| Versenyző     | Versenyszám | Eredmény  | Helyezés  | Eredmény | Helyezés |
| ------------- | ----------- | --------- | --------- | -------- | -------- |
| Toyi Simklina | Hármasugrás | 13,92 m   | 41.       | kiesett  | kiesett  |

## Ökölvívás
| Versenyző          | Versenyszám  | Selejtező                   | 32-es főtábla                  | Nyolcaddöntő                 | Negyeddöntő       | Elődöntő          | Döntő             | Helyezés |
| Versenyző          | Versenyszám  | Ellenfél Eredmény           | Ellenfél Eredmény              | Ellenfél Eredmény            | Ellenfél Eredmény | Ellenfél Eredmény | Ellenfél Eredmény | Helyezés |
| ------------------ | ------------ | --------------------------- | ------------------------------ | ---------------------------- | ----------------- | ----------------- | ----------------- | -------- |
| Ayewoubo Akomatsri | Harmatsúly   | erőnyerő                    | Shahuraj Birajdar (IND) · 0:5  | kiesett                      | kiesett           | kiesett           | kiesett           | 17.      |
| Anoumou Aguiar     | Kisváltósúly | Jonas Bade (PNG) · kizárták | Anthony Mwamba (ZAM) · RSC     | kiesett                      | kiesett           | kiesett           | kiesett           | 17.      |
| Abdoukerim Hamidou | Váltósúly    | erőnyerő                    | Vastag Ferenc (ROU) · kizárták | Hriszto Furnigov (BUL) · 0:5 | kiesett           | kiesett           | kiesett           | 9.       |

RSC – a mérkőzésvezető megállította a mérkőzést